# Bromsar
Bromsar (Tabanidae) är en familj i insektsordningen tvåvingar och underordningen flugor.

## Utseende
Bromsar är kraftigt byggda och har ett stort huvud och stora, skimrande fasettögon. Mundelarna är skärande och sugande. Beroende på art varierar längden från 6 till 30 mm. De är snabba flygare och fäbromsen kan komma upp i en hastighet av 60 km/h.

## Utbredning
Det finns över 4 000 arter av broms i världen. I Sverige finns 45 arter fördelade på sju släkten.

## Ekologi
Bromsar är blodsugande insekter, som anfaller idisslande däggdjur, hästar och människor. Det är dock endast honan som suger blod, vilket hon behöver för att utveckla sina ägg. Hannarna lever huvudsakligen av blommors nektar och andra söta vätskor. Bromsarna genomgår fullständig metamorfos, det vill säga att äggen kläcks till larver som måste äta och växa innan de kan förpuppa sig och förvandlas till vuxna insekter. Utvecklingstakten bestäms till stor del av temperaturen.

## Etymologi
Namnet broms är troligen ljudhärmande, besläktat med brumma. Men kan också komma från tyskans Bremse. På fornsvenska kallades de för brims eller bryms. Bromsar kallas dialektalt även för blinningar, framförallt i västra Sverige men även i Norrbotten. På Öland och Gotland förekommer varianten blinding och i Småland blindknagg. Det finns även en art av broms, Chrysops relictus, som givits det rekommenderade trivialnamnet blindbroms och vissa auktoriteter kallar hela släktet Chrysops för blindbromsar. Roten i alla dessa namnformer är varianter av ordet blind som också förekommer i det vetenskapliga artepitetet, där latinets caeutiens eller cæutiens, är besläktat med cæcus, som betyder just blind. Även på andra språk har bromsar ett namn som betyder blind. På ryska heter broms "slepen" (слепень), bildat på samma ordstam som blind (слепой). Blindbromsen borde se lika bra som andra bromsar, och varför Linné myntade detta namn är oklart. Det finns en del förklaringsförsök, till exempel att blindbromsen, när den väl slagit sig ner på ett offer, inte låter sig skrämmas bort av någonting, utan suger som om den vore blind för vad som händer i omgivningen.
I norra Sverige finns den dialektala varianten bräms (även stavat brems) och i Västergötland klägge  (som uttalas med tjockt "L"). I Bohuslän används det norska ordet klegg, vilket i geografiskt närliggande Dalsland försvenskats till klägg). I Värmland används ordet gråmunk eller gråmonk. I de södra delarna av Sverige kallas bromsen lokalt för gråpåg.
I äldre svenska (1800-talet) var bröms helt enkelt en variant av broms, kanske något dialektalt färgad.
I finska Österbotten och södra Finland kallas de ännu på dialekt för bröms.

## Systematik
Familj Tabanidae (Bromsar) enligt ITIS:
Underfamilj Chrysopsinae:
- Merycomyia
- Chrysops
- Neochrysops
- Silvius

Underfamilj Pangoniinae:
- Apatolestes
- Asaphomyia
- Brennania
- Esenbeckia
- Pangonia
- Pegasomyia
- Stonemyia
- Goniops

Underfamilj Tabaninae:
- Anacimas
- Bolbodimyia
- Catachlorops
- Chlorotabanus
- Diachlorus
- Dichelacera
- Holcopsis
- Lepiselaga
- Leucotabanus
- Microtabanus
- Stenotabanus
- Haematopota
- Agkistrocerus
- Atylotus
- Hamatabanus
- Hybomitra
- Poeciloderas
- Tabanus
- Whitneyomyia

Oplacerad:
- Zophina